# 쑹추위

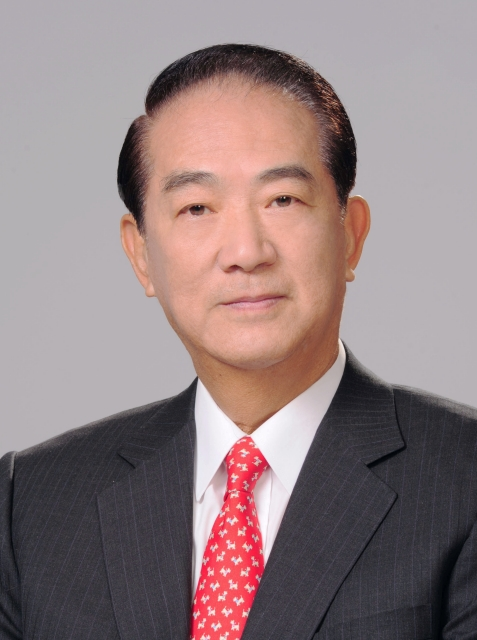
쑹추위(2016년)

쑹추위(중국어: 宋楚瑜, 병음: Sòng Chǔyú, 영어: James Soong 제임스 쑹[*], 1942년 3월 16일~ )는 중화민국의 정치인이다.
쑹추위는 1942년 중국 후난성 샹탄 시에서 태어났다. 국공 내전 중이던 1949년에 가족들과 함께 타이완으로 이주했다. 국립 정치 대학 및 캘리포니아 대학교 버클리, 미국 가톨릭 대학교, 조지타운 대학교를 졸업했다.
1979년부터 1984년까지 행정원신문국의 국장을 지냈다. 이후 1981년부터 1999년까지 중국 국민당 소속으로 있었으며, 1993년부터 1998년까지 타이완 성의 성장(省長)을 역임하였다. 그 뒤 2000년에 설립된 중화민국 친민당의 제1주석을 현재까지 역임하고 있으며, 4번의 중화민국 총통 후보(2000년, 2012년, 2016년, 2020년) 및 1번의 중화민국 부총통 후보(2004년)로 출마하였으나 모두 낙선하였다.

## 역대 선거 결과
| 선거명               | 직책명   | 선거구       | 대수 | 정당                | 득표율 | 득표수      | 결과 | 당락 |
| -------------------- | -------- | ------------ | ---- | ------------------- | ------ | ----------- | ---- | ---- |
| 1994년 성장 선거     | 성장     | 타이완 성    | 14대 | 중국국민당          | 56.22% | 4,726,012표 | 1위  | 당선 |
| 2000년 총통 선거     | 총통     | 타이완 지구  | 10대 | 무소속(연서)        | 36.84% | 4,664,932표 | 2위  | 낙선 |
| 2001년 입법위원 선거 | 입법위원 | 비례대표11번 | 5대  | 친민당              | 18.57% | 1,917,836표 | 3위  | 낙선 |
| 2004년 총통 선거     | 부총통   | 타이완 지구  | 11대 | 친민당 (국민당추천) | 49.89% | 6,442,452표 | 2위  | 낙선 |
| 2006년 직할시 선거   | 시장     | 타이베이시   | 4대  | 무소속              | 4.14%  | 53,281표    | 3위  | 낙선 |
| 2012년 총통 선거     | 총통     | 타이완 지구  | 13대 | 친민당(연서)        | 2.77%  | 369,588표   | 3위  | 낙선 |
| 2016년 총통 선거     | 총통     | 타이완 지구  | 14대 | 친민당              | 12.84% | 1,576,861표 | 3위  | 낙선 |
| 2020년 총통 선거     | 총통     | 타이완 지구  | 15대 | 친민당              | 4.26%  | 608,590표   | 3위  | 낙선 |